# Psyllomyia roslii
Psyllomyia roslii är en tvåvingeart som beskrevs av Ronald Henry Lambert Disney 2008. Psyllomyia roslii ingår i släktet Psyllomyia och familjen puckelflugor. Inga underarter finns listade i Catalogue of Life.